# 방브 벼룩시장

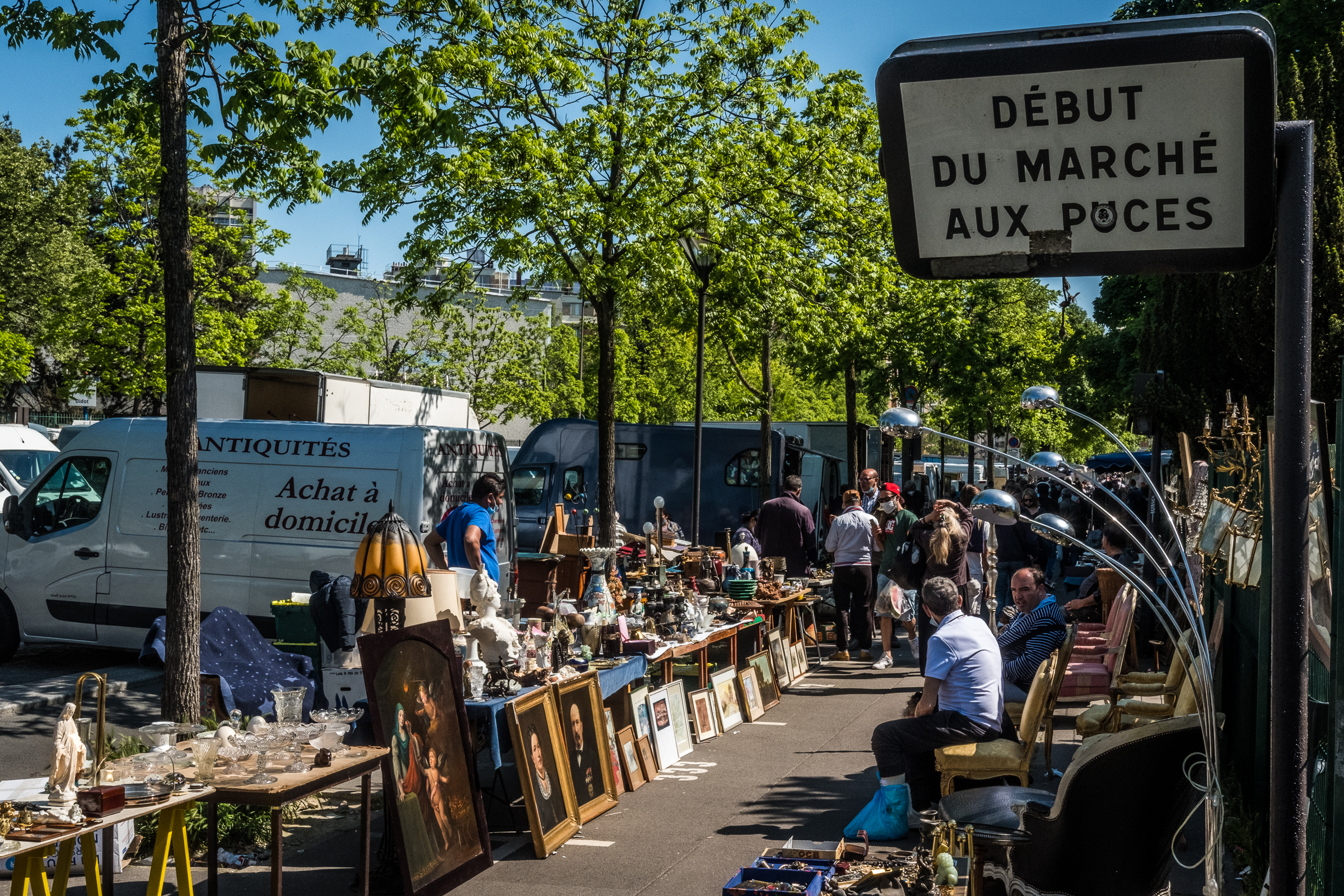
조르주 라펜네스트르 거리의 방브 벼룩시장 입구

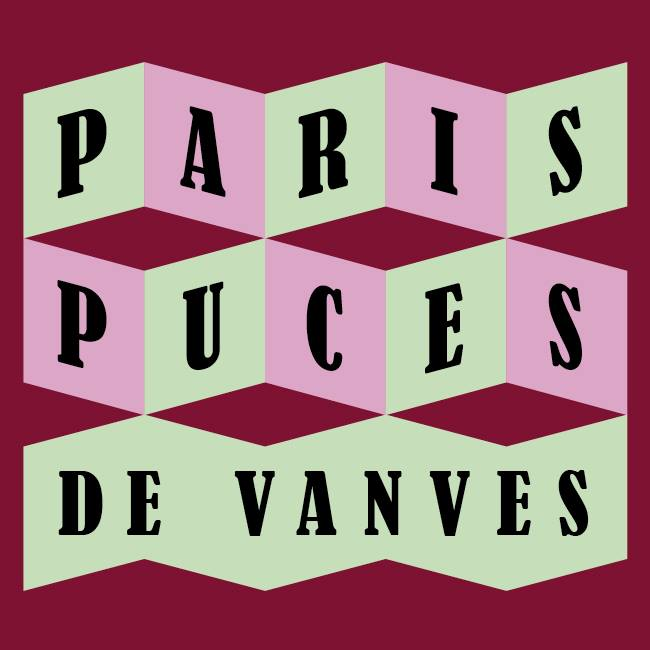
방브 벼룩시장의 로고

방브 벼룩시장(프랑스어: Marché aux puces de la porte de Vanves) 또는 디도 벼룩시장(프랑스어: puces de la Porte Didot)은 프랑스 파리의 유일한 시내 벼룩시장이다. 파리 북부 외곽의 생투앵에 위치한 세계 최대 규모의 벼룩시장인 생투앙 벼룩시장(프랑스어: Marché aux puces de Saint-Ouen)과 센생드니주 몽트뢰유에서 열리는 몽트뢰유 벼룩시장(프랑스어: Marché aux puces de la porte de Montreuil)과 함께 파리 3대 벼룩시장으로도 알려져 있으며 이 세 벼룩시장 중 규모는 제일 작다.
매주 토요일, 일요일 오전 7시부터 오후 2시까지 파리 14구의 방브역 인근 마르크 상니에르 거리와 조르주 라펜네스트르 거리 또는 두 거리가 만나는 지점에 있는 예술가의 광장(Square aux Artistes)에서 열린다. 방브 벼룩시장은 1905년부터 시작되었으며 약 400명 정도의 상인들이 나와 주로 1900년대의 가구와 1950년대 및 1970년대 아르데코 장식품, 골동품, 앤티크한 식기, 수공예품, 그림, 군대물품, 의류, 인테리어 소품, 카메라 및 축음기, 중고 가전제품, 서적, 바이닐 레코드 등 다양한 물품들을 판매한다.
프랑스의 사진 작가 윌리 로니스가 방브 벼룩시장의 모습을 촬영하기도 했다.

## 갤러리

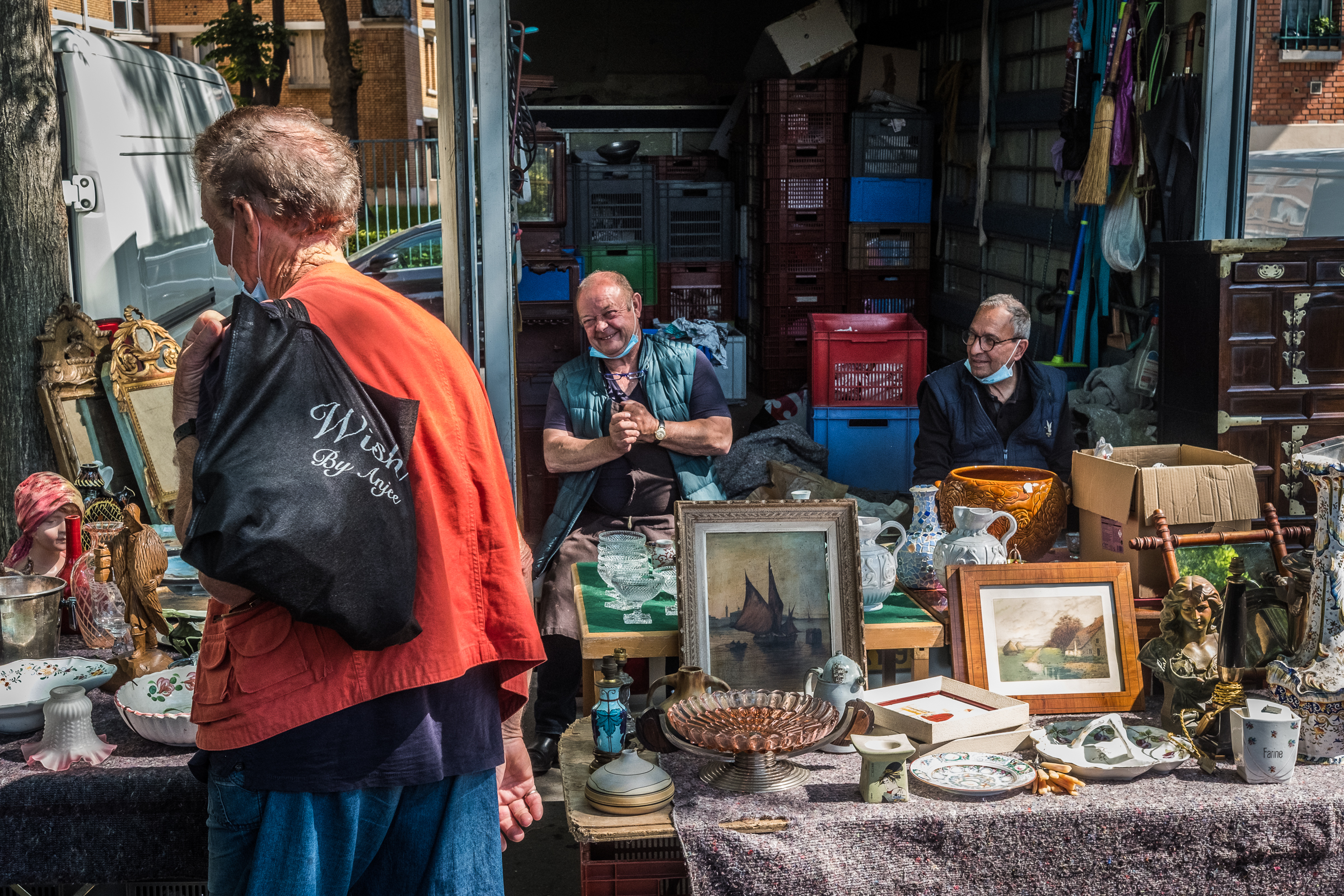
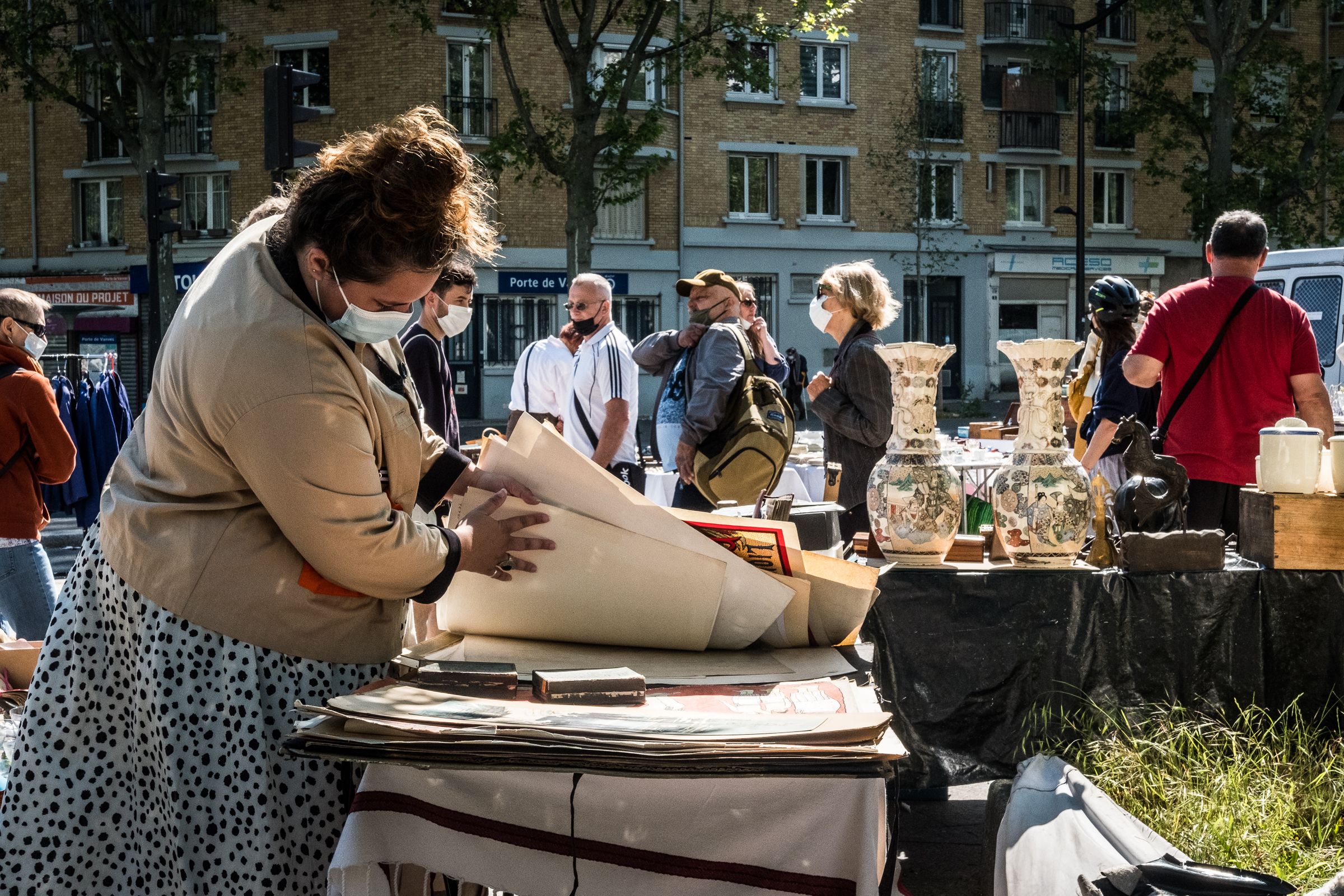
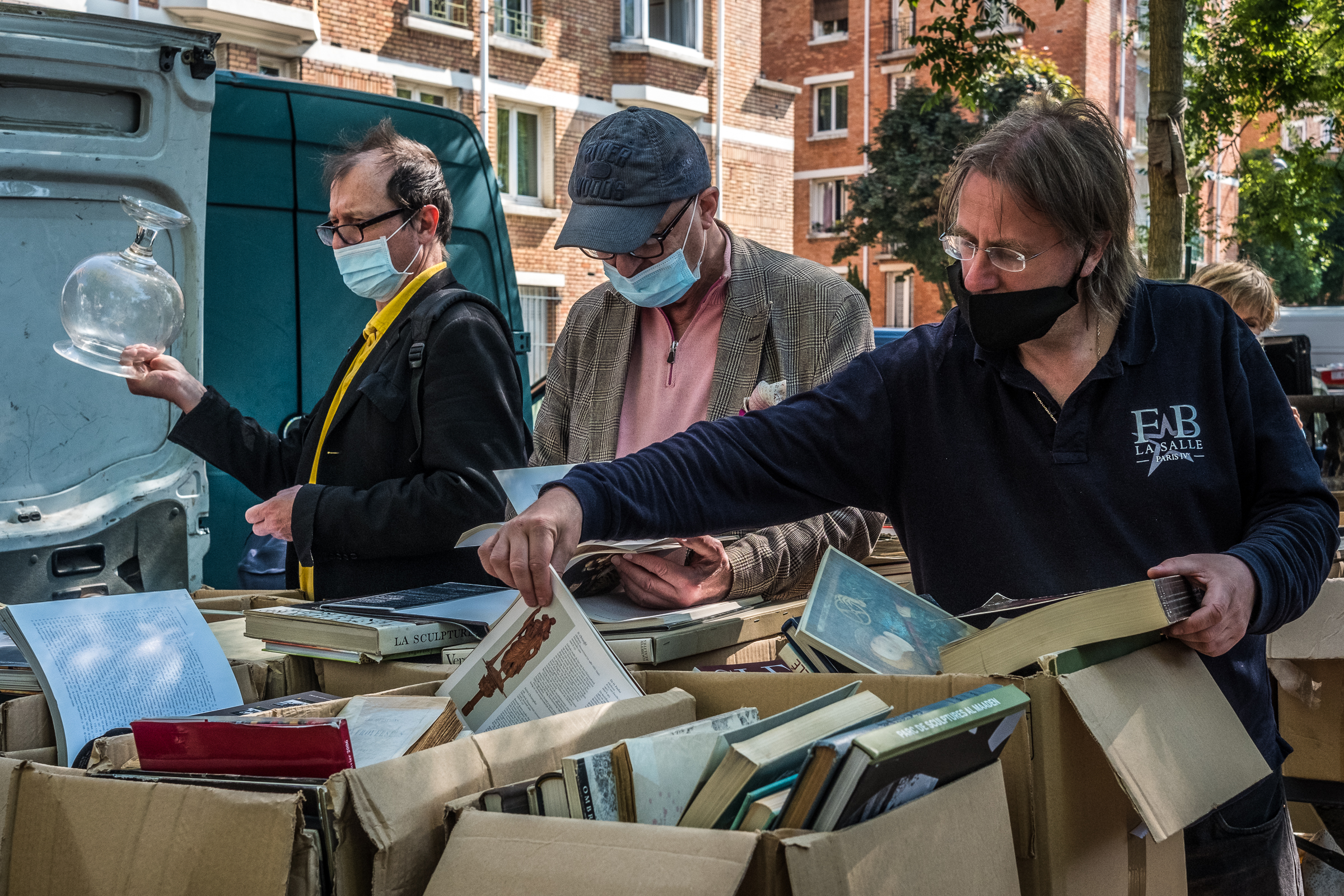
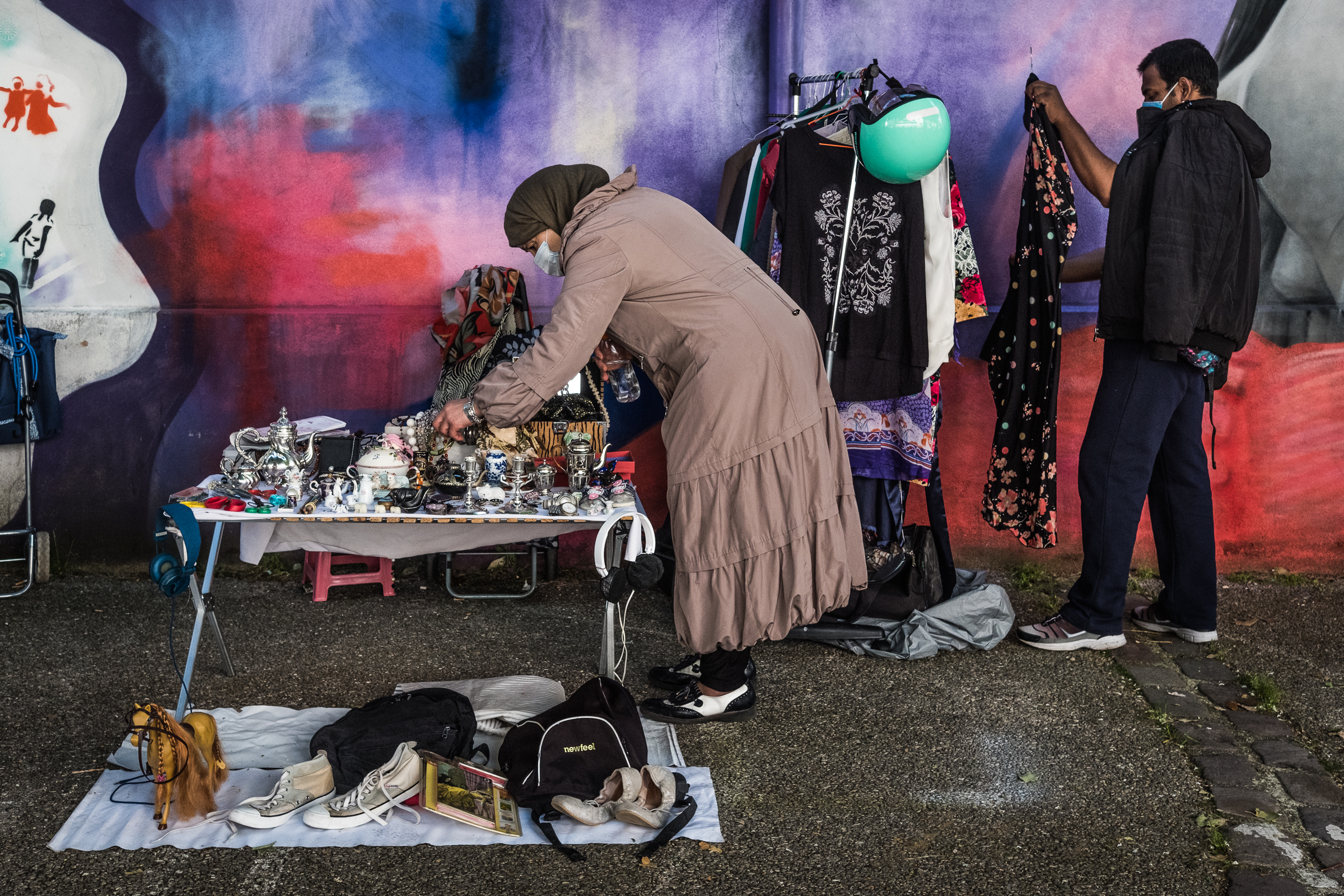
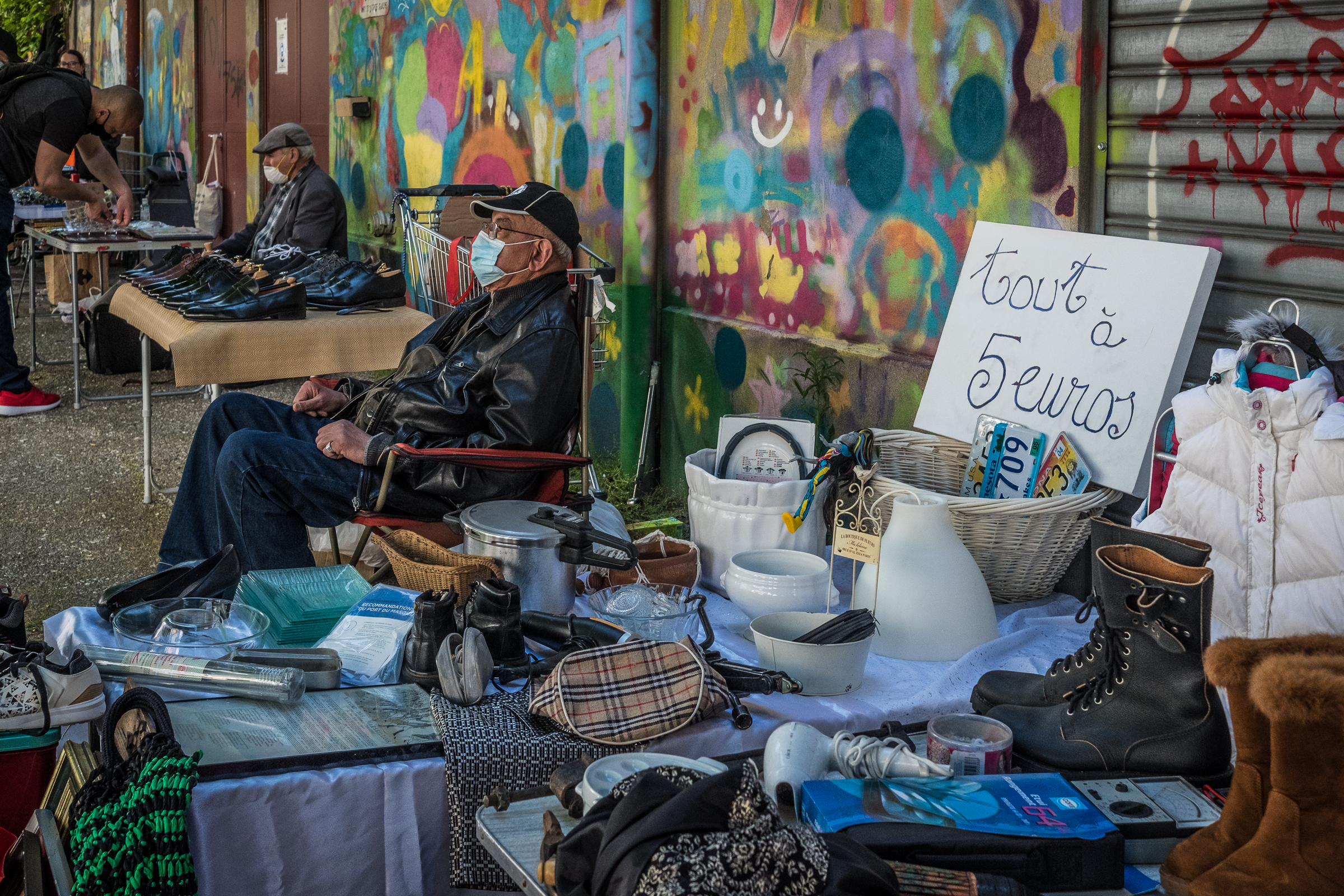
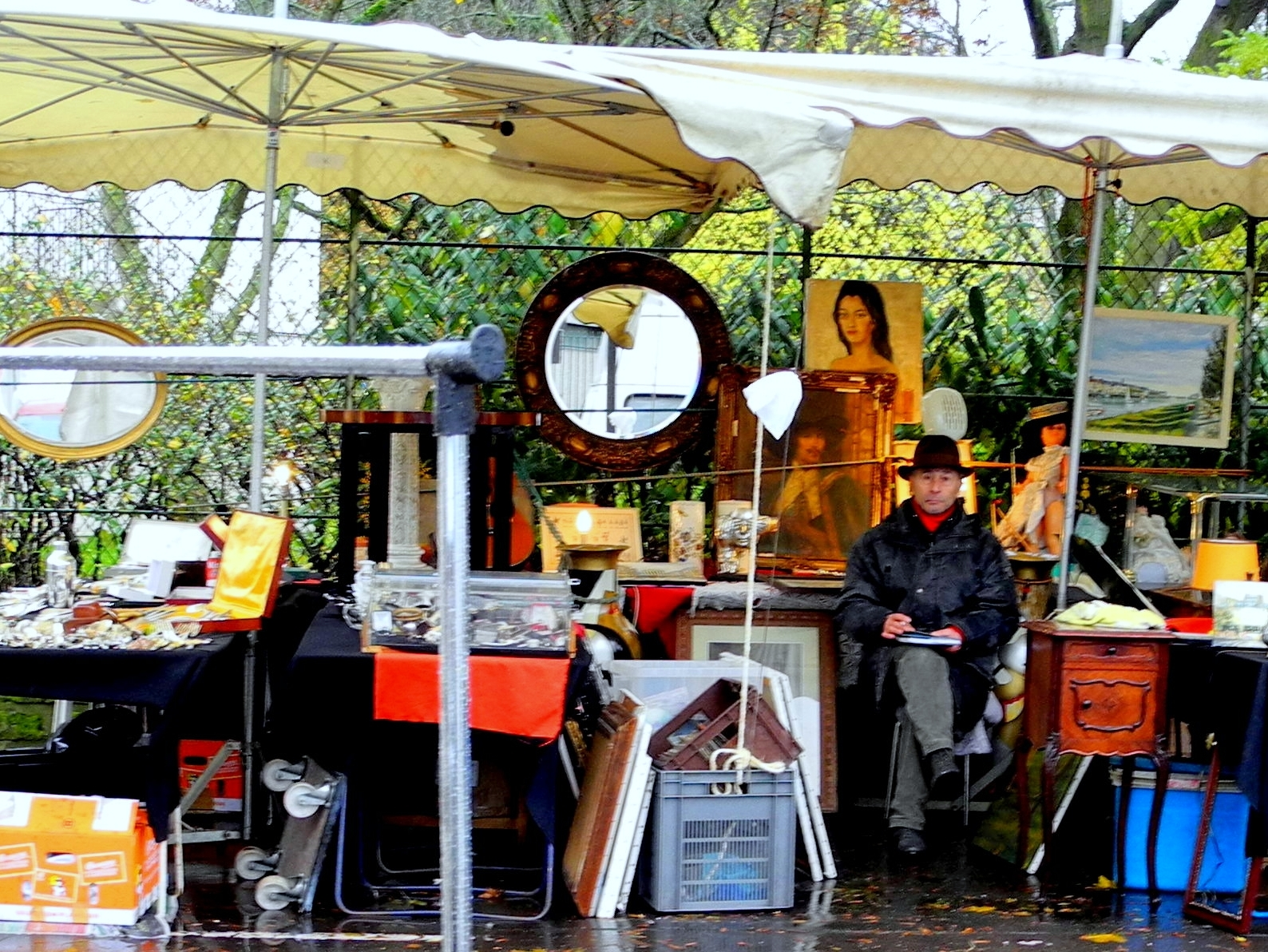